# اسکیدو (کالیفرنیا)
اسکیدو (به انگلیسی: Skidoo) یک منطقهٔ مسکونی در ایالات متحده آمریکا است که در شهرستان اینیو، کالیفرنیا واقع شده‌است. اسکیدو ۱٬۷۳۴ متر بالاتر از سطح دریا واقع شده‌است.